# Bernhard Richter (Mediziner)
Bernhard Richter (* 1962) ist ein deutscher Musikermediziner und Leiter des Freiburger Instituts für Musikermedizin.

## Leben
Richter erhielt seine musikalische Ausbildung in der Kindheit und Jugendzeit als Sänger bei den Stuttgarter Hymnus-Chorknaben sowie durch den Geigenunterricht bei Hedwig Pahl. Er studierte Medizin an den Universitäten Freiburg im Breisgau, Basel und Dublin. Parallel zum Studium absolvierte Richter von 1986 bis 1991 ein mit dem Konzertexamen abgeschlossenes Gesangsstudium an der Hochschule für Musik Freiburg bei Beata Heuer-Christen. Seit 1992 hatte Bernhard Richter zahlreiche Auftritte als Sänger, u. a. mit der Pianistin Claudia Spahn im Musik-Cabaret-Duo Die schönen Baritons.
Nach der Promotion zum Dr. med. und den beiden Facharztausbildungen zum HNO-Arzt und Phoniater habilitierte sich Bernhard Richter im Jahr 2002. 2005 erhielt er eine Professur für Musikermedizin mit Schwerpunkt künstlerische Stimmbildung an der Medizinischen Fakultät der Albert-Ludwigs-Universität Freiburg. Er lehrt Stimmphysiologie und Hörphysiologie an der Hochschule für Musik sowie an der Medizinischen Fakultät der Albert-Ludwigs-Universität.
Seit der Gründung im Jahr 2005 leitet Bernhard Richter – gemeinsam mit Claudia Spahn – das Freiburger Institut für Musikermedizin. Hier ist er für die medizinische Betreuung der Sänger und Musiker zuständig. Auch betreut er Stimmpatienten aus dem Kreis der sprechenden Berufe, zum Beispiel Schauspieler und Lehrer.

## Forschungsgebiete
Richters Forschungsgebiete liegen im Bereich der Opernbühne als Arbeitsplatz, in der Anwendung der Hochgeschwindigkeitsglottographie und der Dynamischen Kernspintomographie zur Untersuchung der Stimmphysiologie bei Sängern, der Stimmentwicklung von Sängern in der Lebenszeitperspektive, der Lehrerstimme sowie dem Gehörschutz bei Orchestermusikern.

## Mitgliedschaften
- Deutsche Gesellschaft für Musikphysiologie und Musikermedizin (DGfMM)
- Bundesverband der Deutschen Gesangspädagogen (BDG)
- Deutschen Gesellschaft für Hals-Nasen-Ohren-Heilkunde, Kopf- und Hals-Chirurgie
- Deutsche Gesellschaft für Phoniatrie und Pädaudiologie (DGPP)
- Union Europäischer Phoniater (UEP)
- Collegium Medicorum Theatri (CoMeT)

## Auszeichnungen
- 1997: Annelie-Frohn-Preis zusammen mit Rainer Schönweiler
- 2009: Förderpreis der Medizinischen Fakultät Freiburg für herausragende Lehre zusammen mit Claudia Spahn und Edgar Voltmer
- 2010: Förderpreis der Forschungsgemeinschaft Deutscher Hörgeräte-Akustiker für die Arbeiten zum Gehörschutz bei Musikern
- 2010: Karl-Storz-Preis der Deutschen Gesellschaft für Phoniatrie und Pädaudiologie zusammen mit Claudia Spahn und Edgar Voltmer
- 2012: Gräfin-Sonja-Gedächtnispreis der Stiftung Singen mit Kindern für Verdienste um die Musikermedizin zusammen mit Claudia Spahn

## Schriften (Auswahl)
Als Autor
- Pädaudiologische Aspekte der Cochlea-Implantation im Kindesalter. Shaker, Aachen 2002, ISBN 3-8322-0846-1 (Habilitationsschrift, Universität Freiburg, 2001).
- mit Mark Zander und Claudia Spahn: Gehörschutz im Orchester (= Freiburger Beiträge zur Musikermedizin. Bd. 4). Projekt-Verlag, Bochum/Freiburg im Breisgau 2007, ISBN 3-89733-181-0.
- mit Claudia Spahn, Matthias Echternach und Johannes Pöppe: Das Blasinstrumentenspiel: Physiologische Vorgänge und Einblicke ins Körperinnere. DVD-ROM. Helbling, Esslingen 2013, ISBN 978-3-86227-089-7.
- Die Stimme. Grundlagen, künstlerische Praxis, Gesunderhaltung. Henschel, Leipzig 2013, ISBN 978-3-89487-727-9.

Als Herausgeber
- mit Claudia Spahn und Edgar Voltmer: Arztsein, Musizieren und Gesundheit (= Freiburger Beiträge zur Musikermedizin. Bd. 5). Projekt-Verlag, Bochum/Freiburg im Breisgau 2008, ISBN 978-3-89733-185-3.
- mit Claudia Spahn und Eckart Altenmüller: MusikerMedizin. Diagnostik, Therapie und Prävention von musikerspezifischen Erkrankungen. Schattauer, Stuttgart 2009, ISBN 978-3-7945-2634-5.